# Porsche F1
 Porsche F1  és la secció dedicada a la Fórmula 1 del fabricant alemany de cotxes Porsche.

## A la F1
Porsche va debutar a mitjan vuitena temporada de la història de la Fórmula 1 disputant el 4 d'agost de la temporada 1957, el GP d'Alemanya.

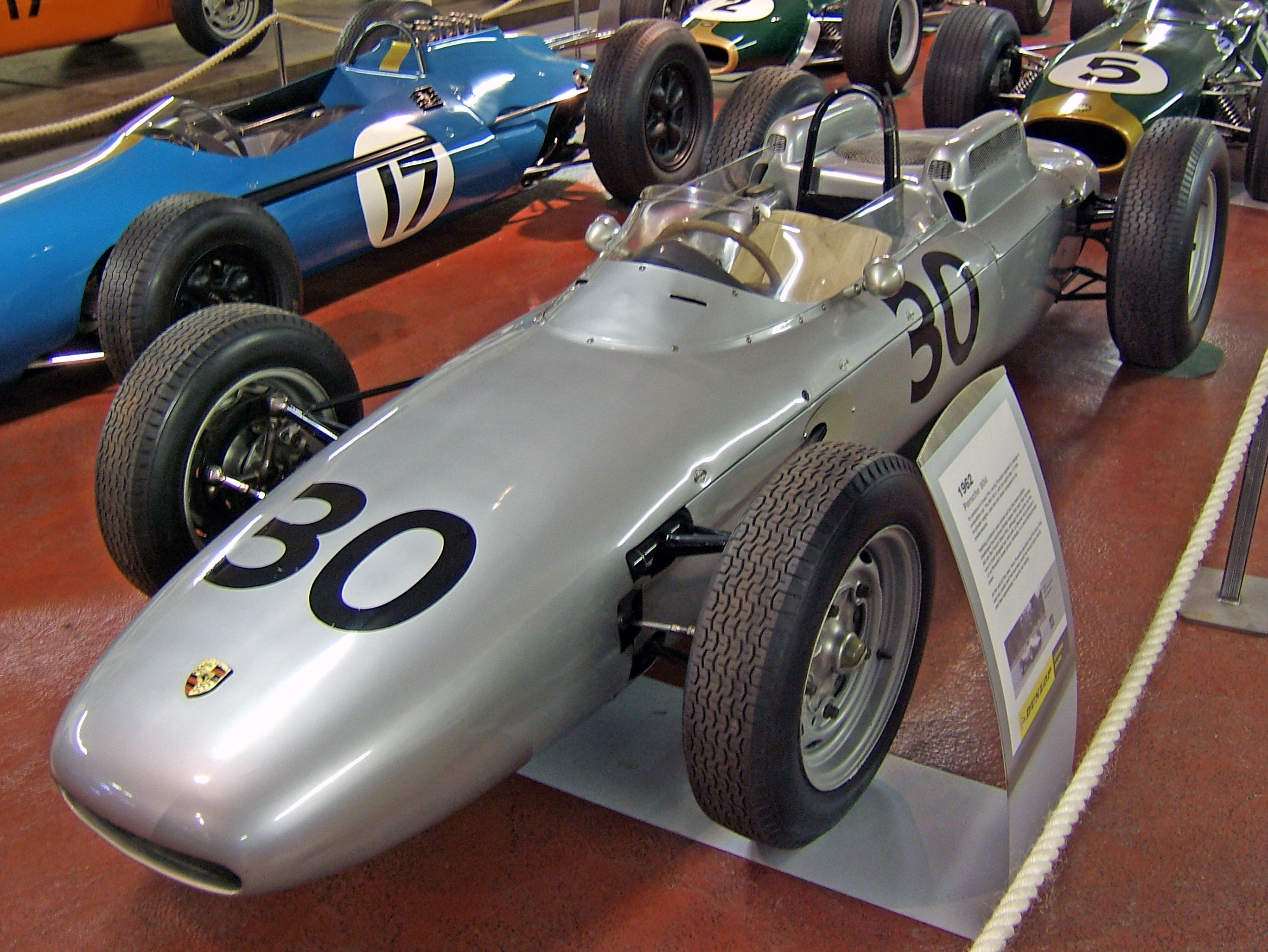
1962 Porsche 804

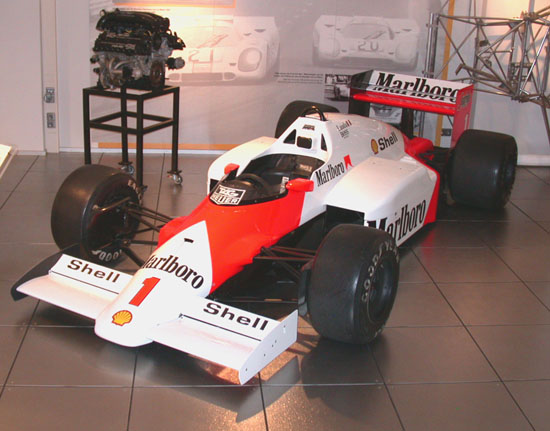
McLaren MP4/2.

La seva millor època però vindria als anys 80 amb la col·laboració amb McLaren fabricant els motors TAG-Porsche que van tenir un important historial de victòries:
- 25 victòries en GP
- 3 campionats del món de pilots (temporada 1984, 1985 i 1986)
- 2 campionats del món de constructors (temporada 1984, 1985)